# Niwiany II
Niwiany II – dawny folwark. Tereny, na których leżał, znajdują się obecnie na Białorusi, w obwodzie witebskim, w rejonie miorskim, w sielsowiecie Turkowo.

## Historia
W czasach zaborów w powiecie dzisieńskim, w guberni wileńskiej Imperium Rosyjskiego.
W latach 1921–1945 folwark leżał w Polsce, w województwie wileńskim, w powiecie dziśnieńskim, w gminie Mikołajów.
Powszechny Spis Ludności z 1921 roku podał dane łączne folwarków Niwiany I i II. Zamieszkiwało tu 20 osób, 16 były wyznania rzymskokatolickiego a 4 prawosławnego. Jednocześnie wszyscy mieszkańcy zadeklarowali polską przynależność narodową. Były tu 2 budynki mieszkalne. W 1931 w 1 domu zamieszkiwało 11 osób.
Wierni należeli do parafii prawosławnej Hołomyślu i rzymskokatolickiej w Dziśnie. Miejscowość podlegała pod Sąd Grodzki w Dziśnie i Okręgowy w Wilnie; właściwy urząd pocztowy mieścił się w Mikołajowie.